# Cychrowska Wola
Cychrowska Wola (prononciation : [t͡sɨˈxrɔfska ˈvɔla]) est un village polonais de la gmina de Grabów nad Pilicą dans le powiat de Kozienice de la voïvodie de Mazovie dans le centre-est de la Pologne.
Il se situe à environ 6 kilomètres au nord-est de Grabów nad Pilicą (siège de la gmina), 27 kilomètres au nord-ouest de Kozienice (siège du powiat) et à 56 kilomètres au sud de Varsovie (capitale de la Pologne).

## Histoire
De 1975 à 1998, le village appartenait administrativement à la voïvodie de Radom.